# ریکاردو براردینو
ریکاردو براردینو (انگلیسی: Riccardo Berardino؛ زادهٔ ۱۲ اکتبر ۱۹۹۰) بازیکن فوتبال اهل ایتالیا است.